# Pořejov

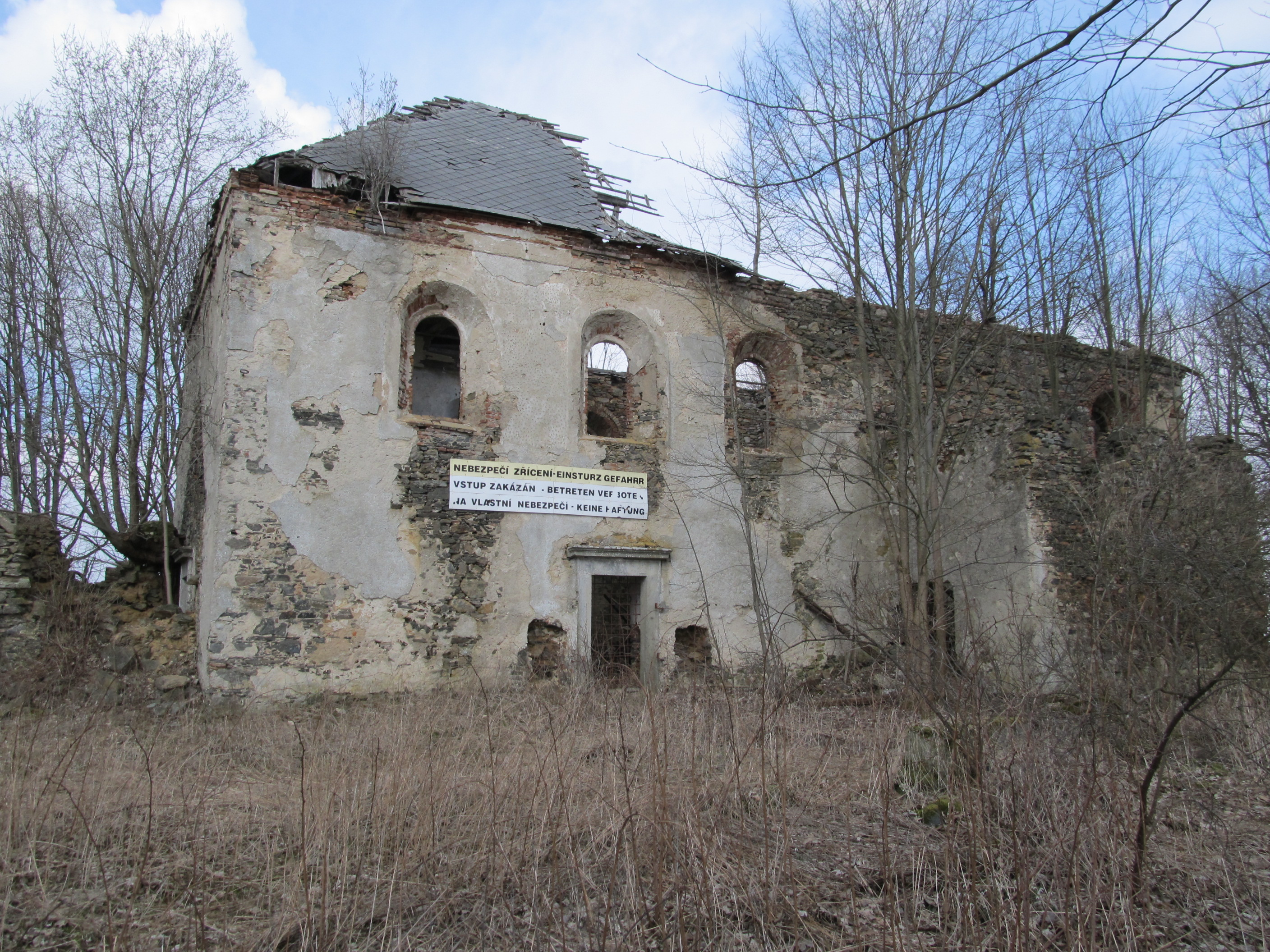
Ruine der Wallfahrtskirche St. Anna

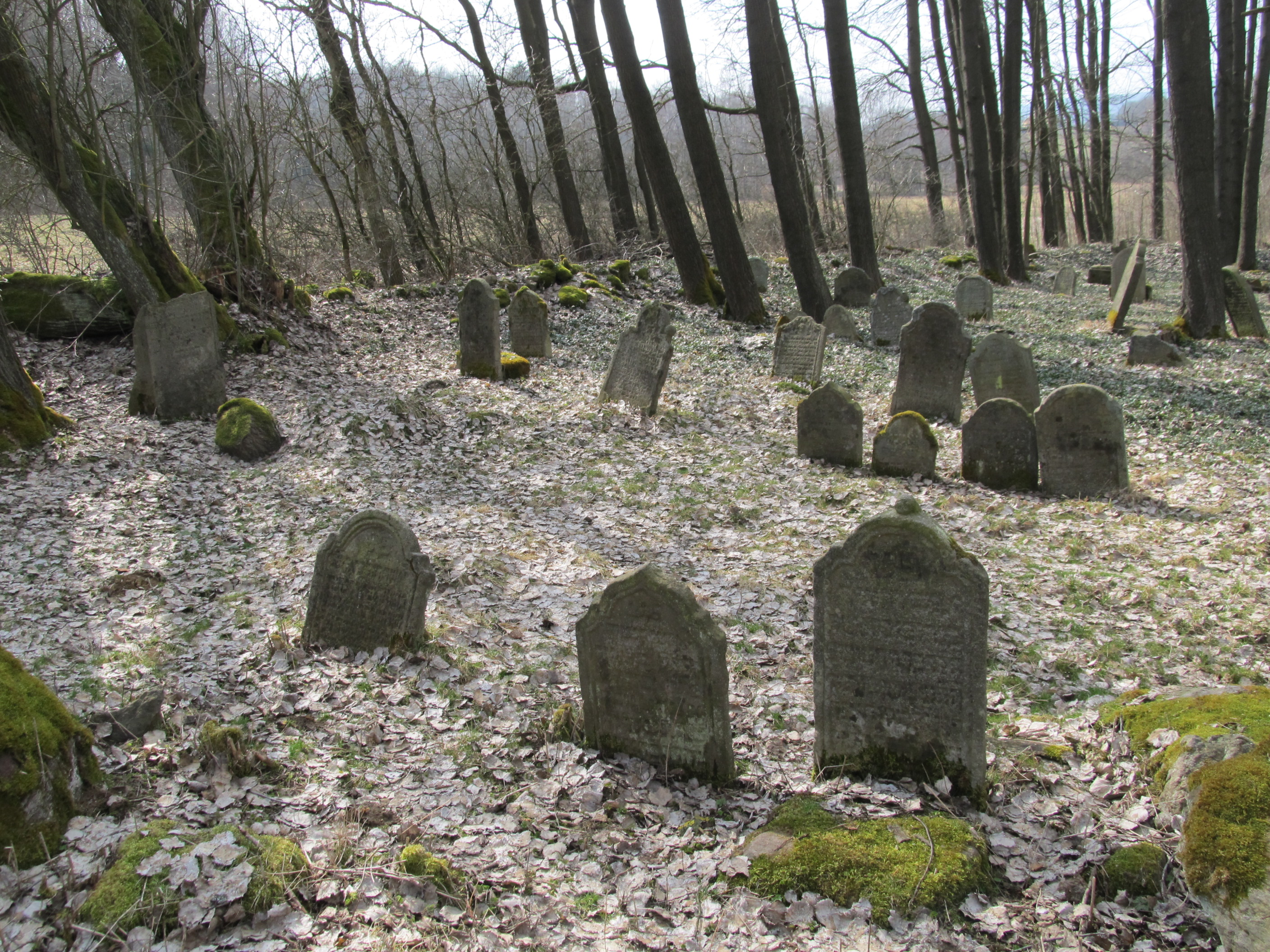
Jüdischer Friedhof

Pořejov (deutsch Purschau) ist eine Grundsiedlungseinheit der Gemeinde Hošťka (Hesselsdorf) im Okres Tachov, Tschechien. Das erloschene Dorf befand sich acht Kilometer südlich von Tachov (Tachau) an der Straße zwischen Žebráky und Dlouhý Újezd.

## Geographie
Das von ausgedehnten Wäldern umgebene Linsenangerdorf Pořejov lag im böhmischen Teil des Oberpfälzer Waldes (Český les) im Quellgebiet des Pořejovský potok (Purschauer Bach). Nördlich erhebt sich der Brtník  (Zeidelberg, 678 m n.m.), im Nordosten der Úšavský vrch (Uschauer Berg, 680 m n.m.), östlich die Smrčiny (683 m n.m.) und der Strážný vrch (Wachterrang, 693 m n.m.), im Südosten der Pořejovský vrch (Purschauer Berg, 707 m n.m.) und der Plešivec (Plessberg, 766 m n.m.) sowie westlich der Annaberg (689 m n.m.) mit der Ruine der Annenkirche.
Nachbarorte sind Studánka im Norden, Dlouhý Újezd, Velký Rapotín, Maršovy Chody und Úšava im Nordosten, Staré Sedliště und Nové Sedliště im Osten, Labuť und Bohuslav im Südosten, Hošťka im Süden, Žebráky im Südwesten, Kolm im Westen sowie Bažantov und Pastvina im Nordwesten.

## Geschichte
Das Dorf wurde um 1275 gegründet und noch im 13. Jahrhundert dem Weichbild der Königsstadt Tachau zugeschlagen. In der Mitte des 14. Jahrhunderts wurde Pořejov zum Lehngut erhoben und als Mannlehen an Vasallen der Burggrafen von Tachau ausgereicht. Die Wasserfeste Pořejov entstand spätestens 1352. Als erster namentlich bekannter Lehnsmann ist aus dem Jahre 1380 ein gewisser Dluhovoj überliefert. Im Jahre 1500 wurde Pořejov als Städtchen bezeichnet. Im 16. Jahrhundert befand sich die Feste Pořejov zunächst im Besitz der Ritter von Dolnitz, dann der Herren von Wirsberg. 1560 erwarb der königliche Richter Johann Sebastian Pergler von Perglas das Gut Pořejov. Pergler ließ 1587 die gotische Bartholomäuskirche erneuern; es wird angenommen, dass er auch den Umbau der alten Feste zu einem Renaissanceschloss veranlasste. Wegen seiner Teilnahme am Ständeaufstand von 1618 verlor Perglers Neffe nach der Schlacht am Weißen Berg den Besitz. Danach wechselten sich verschiedene Adlige als Besitzer des Gutes Purschau ab. 1644 wurde die Bartholomäuskirche zur Pfarrkirche erhoben, zu dieser Zeit begann auch die Matrikenführung. Die ersten Juden siedelten sich in der Mitte des 17. Jahrhunderts in Purschau an. Katharina Veronika Alsterle von Astfeld ließ 1660 in der Nähe einer erloschenen Einsiedelei am Weg nach Wosant die Wallfahrtskapelle der hl. Anna errichten. Im Jahre 1687 erwarb Sigismund von Götz das Gut und schloss es an seine Herrschaft Haid an. Johann Sigmund Friedrich von Götz ließ 1715 ein neues Pfarrhaus errichten. 1720 erfolgte die Ausgliederung der neu geschaffenen Pfarrei Schönwald aus der Purschauer Pfarrei. Nachdem Adam Philipp Losy von Losinthal 1728 das vereinigte Gut Purschau-Uschau von Franz Ignaz von Wunschwitz gekauft hatte, verband er es mit der Herrschaft Tachau. In der zweiten Hälfte des 18. Jahrhunderts bildete sich eine jüdische Gemeinde, die in einem der Judenhäuser einen Gebetsraum unterhielt. Seit 1765 nutzte die jüdische Gemeinde ein Teil des Schlosses als Synagoge. 1785 standen in Purschau bzw. Purscha 66 Häuser, die Pfarrkirche und ein baufälliges Schloss sowie außerhalb des Dorfes die Wallfahrtskapelle. Nachdem die Wallfahrtskapelle 1786 im Zuge der Josephinischen Kirchenreform aufgehoben worden war, wurde 1808 den zur Pfarrei gehörigen Gemeinden 1808 die Wiederherstellung und Unterhaltung als Begräbniskirche auf eigene Kosten bewilligt.
Im Jahre 1835 umfasste das im Pilsner Kreis gelegene und an die Herrschaft Tachau angeschlossene Gut Purschau-Uschau lediglich die beiden namensgebenden Dörfer. Das Dorf Purschau bestand aus 104 Häusern – darunter vier Judenhäuser, mit 733 deutschsprachigen Einwohnern; im Ort lebten 14 jüdische Familien. Unter herrschaftlichem Patronat standen die Pfarrkirche des hl. Bartholomäus, das Pfarrhaus, die Begräbniskirche St. Anna und die Schule; außerdem gab es in Purschau ein emphyteutisiertes altes Schloss, einen emphyteutisierten Meierhof und ein Försterhaus. Nach Purschau konskribiert waren vier Einschichten: die Maschamühle, die Neumühle, die Zeidelmühle sowie der aus einem emphyteutisierten Meierhof und zwei Dominikalhäusern bestehende Wachterhof. Purschau war Pfarrort für Petlarn, Petlarner Brand und Wosant. Bis zur Mitte des 19. Jahrhunderts blieb das Dorf der Herrschaft Tachau untertänig, Besitzer waren die Grafen Windisch-Graetz.
Nach der Aufhebung der Patrimonialherrschaften bildete Purschau / Pořejov ab 1849 eine Gemeinde im Gerichtsbezirk Tachau. Im Jahre 1860 lebten in dem Dorf 69 Juden, danach war ihre Zahl stark rückläufig. Ab 1869 gehörte Purschau zum Bezirk Tachau. Zu dieser Zeit hatte das Dorf 919 Einwohner und bestand aus 107 Häusern. Zum Ende des 19. Jahrhunderts schloss sich die Jüdischen Gemeinde Purschau wegen des starken Rückgangs der Gemeindeglieder der Jüdischen Gemeinde Neu Zedlisch an. Im Jahre 1900 lebten in Purschau 718 Personen, 1910 waren es 694. Nach dem Zusammenbruch der k.k. Monarchie wurde das Dorf 1918 Teil der neu gebildeten Tschechoslowakei. Beim Zensus von 1921 lebten in den 135 Häusern der Gemeinde 673 Personen, darunter 662 Deutsche und fünf Tschechen. Im Jahre 1930 bestand die Gemeinde aus 135 Häusern und hatte 589 Einwohner; 1939 waren es 534. Nach dem Münchner Abkommen wurde die Gemeinde im Herbst 1938 dem Deutschen Reich zugeschlagen und gehörte bis 1945 zum Landkreis Tachau. Zum Ende des Zweiten Weltkrieges rückten amerikanische Truppen in die Gegend vor; in Purschau und den umliegenden Wäldern verschanzte sich einen kleinere Einheit der Waffen-SS. Am 26. April 1945 nahm die United States Army das Dorf unter Artilleriebeschuss, dabei brannten 32 Häuser nieder; das Schloss und der Meierhof wurden schwer beschädigt. Die deutschen Soldaten kapitulierten am 5. Mai 1945. Bei der Besetzung von Purschau durch die US-Army wurde ein amerikanischer Major erschossen, dem ein Denkmal errichtet wurde. Nach Kriegsende wurden bis 1946 die meisten der deutschböhmischen Bewohner vertrieben. Der Ort wurde nicht wieder aufgebaut. Im April 1948 erfolgte die Eingemeindung nach Žebráky. Im Jahre 1950 lebten in den 140 Häusern von Pořejov lediglich 36 Personen. Der Ortsteil Pořejov wurde im selben Jahr aufgehoben. 1956 gab es in Pořejov außer der Kirche und dem Pfarrhaus lediglich noch fünf gut erhaltene Gehöfte mit Dächern; 1959 begann der Abbruch verfallener Gehöfte im Zuge von Übungen der Volksmiliz. In den 1960er Jahren wurde das gesamte Dorf einschließlich der Schlossruine und des Herrenhofes abgerissen. Die Bartholomäuskirche und das Pfarrhaus wurden 1971 abgebrochen. Zwischen 1975 und 1996 wurde auf der Dorfstelle die kommunale Mülldeponie der Stadt Tachov betrieben.
Heute ist die Dorfstelle mit Bäumen und Büschen überwachsen, im westlichen Teil befindet sich der begrünte Hügel des ehemaligen Deponie. Außerdem sind noch überwachsene Trümmer der Schlosses zu finden.

## Ortsgliederung
Die Grundsiedlungseinheit Pořejov gehört zum Ortsteil Žebráky und bildet einen Katastralbezirk.

## Kultur und Sehenswürdigkeiten
- Ruine der einstigen Wallfahrtskirche St. Anna (Svatá Anna) mit dem ehemaligen Friedhof. Sie liegt einen km westlich des ehemaligen Dorfes. Der Grundstein der Kirche wurde 1660 gelegt. 1786 wurde sie im Zuge der Josephinischen Kirchenreform aufgehoben. Die Kirche wurde 1808 auf Kosten der nach Purschau eingepfarrten Gemeinden, die zudem ein Kapital von 400 Gulden für die künftige Unterhaltung stifteten, als Begräbniskirche wiederhergestellt. Das Hochaltarbild stammte vom Wiener Maler Heinrich Bauer.[6] Nach dem Zweiten Weltkries nutzte die Grenzwache den Dachreiter als Wachposten. Die von Johann Rumpler aus Tachau geschaffene Skulptur des Letzten Abendmahles  befindet sich heute im Museum Tachov und wurde anlässlich des 650-jährigen Stadtjubiläums von Bärnau im Jahre 1993 erstmals außerhalb der Tschechischen Republik ausgestellt.
- Jüdischer Friedhof, anderthalb Kilometer südwestlich der Wüstung an der Straße nach Žebráky.

## Ehemalige Bauwerke
- Schloss Pořejov, es entstand 1567 für Johann Sebastian Pergler von Perglas anstelle einer alten Wasserfeste. Es hatte einen L-förmigen Grundriss mit einem Eingangstor durch den Südflügel und war mit dem Meierhof verbunden. Nach der Angliederung des Gutes Purschau an größere Herrschaften verlor das Schloss 1687 seine Bedeutung als Herrensitz und wurde nur notdürftig unterhalten. Ein Teil des Schlosses wurde ab 1765 als Synagoge genutzt. Nachdem die Räume der Synagoge 1904 einen Brandschaden erlitten hatten, wurde sie nicht mehr genutzt und 1919 von der Jüdischen Gemeinde Neu Zedlisch an einen privaten Interessenten veräußert. Beim Artilleriebeschuss vom 26. April 1945 wurde das Schloss einschließlich der ehemaligen Synagogenräume schwer beschädigt und in den 1960er Jahren abgerissen.
- Bartholomäuskirche, der ursprüngliche gotische Bau wurde 1587 auf Veranlassung von Johann Sebastian Pergler umgestaltet. Das älteste Grabmal stammte aus dem Jahre 1400; auf dem Marmor ist nur noch die Jahreszahl und ein Wappen erkennbar. Die aus der Zeit zwischen 1545 und 1558 stammenden Grabtafeln der Ritter von Dolnitz befinden sich heute im Museum Tachov. Des Weiteren wurden in der Kirche zwischen 1560 und 1600 mehrere Angehörige des Geschlechts Pergler von Perglas beigesetzt, darunter auch Johann Pergler sich durch eine außergewöhnliche Körpergröße auszeichnete. 1740 erfolgte der Abbruch der Kirche und im Jahr darauf die Errichtung einer neuen barocken Kirche. Der Turm enthielt drei Glocken. Das Hochaltarbild schuf 1762 der Wiener Maler Thomas Mathiowitz. Im Jahre 1971 wurde die Kirche abgerissen; um ihren Standort sind noch alte Kastanien erhalten. Im Jahre 2013 scheiterte ein Versuch zur Ausgrabung der Reste der Bartholomäuskirche und deren Unterschutzstellung als Kulturdenkmal.
- Pfarrhaus, errichtet 1715, im Jahre 1971 abgerissen

## Söhne und Töchter des Ortes
- Johann Baptist Blobner (1850–1931), österreichischer Pädagoge, Chorleiter und Komponist